# 강지영
강지영(姜知英, 1994년 1월 18일~)은 대한민국의 가수이자 배우로 걸그룹 카라의 멤버이다.

## 학력
- 봉일천초등학교 (졸업)
- 광희중학교 (졸업)
- 무학여자고등학교 (졸업)
- 성균관대학교 연기예술학과

## 일생
강지영은 1994년 1월 18일 대한민국 파주시에서 태어났다. 그녀는 K팝 가수 NS윤지의 사촌이다. 봉일천중학교와 무학여자고등학교를 졸업했으며, 2012년 2월에 졸업했다.
2008년 ~ 2014년 : 카라
강지영은 2008년 전 멤버 김성희가 탈퇴하고 구하라와 함께 걸그룹 카라에 합류했다. 당시 그녀의 나이는 14세로 그룹 내 최연소 멤버였다.

## 경력

### 2008 - 2016
2008년 DSP 미디어 소속 걸 그룹 카라의 새 멤버 오디션을 통해 합류해 2008년 7월 24일, Mnet 《M! Countdown》에서 "Rock U"로 데뷔하였다.

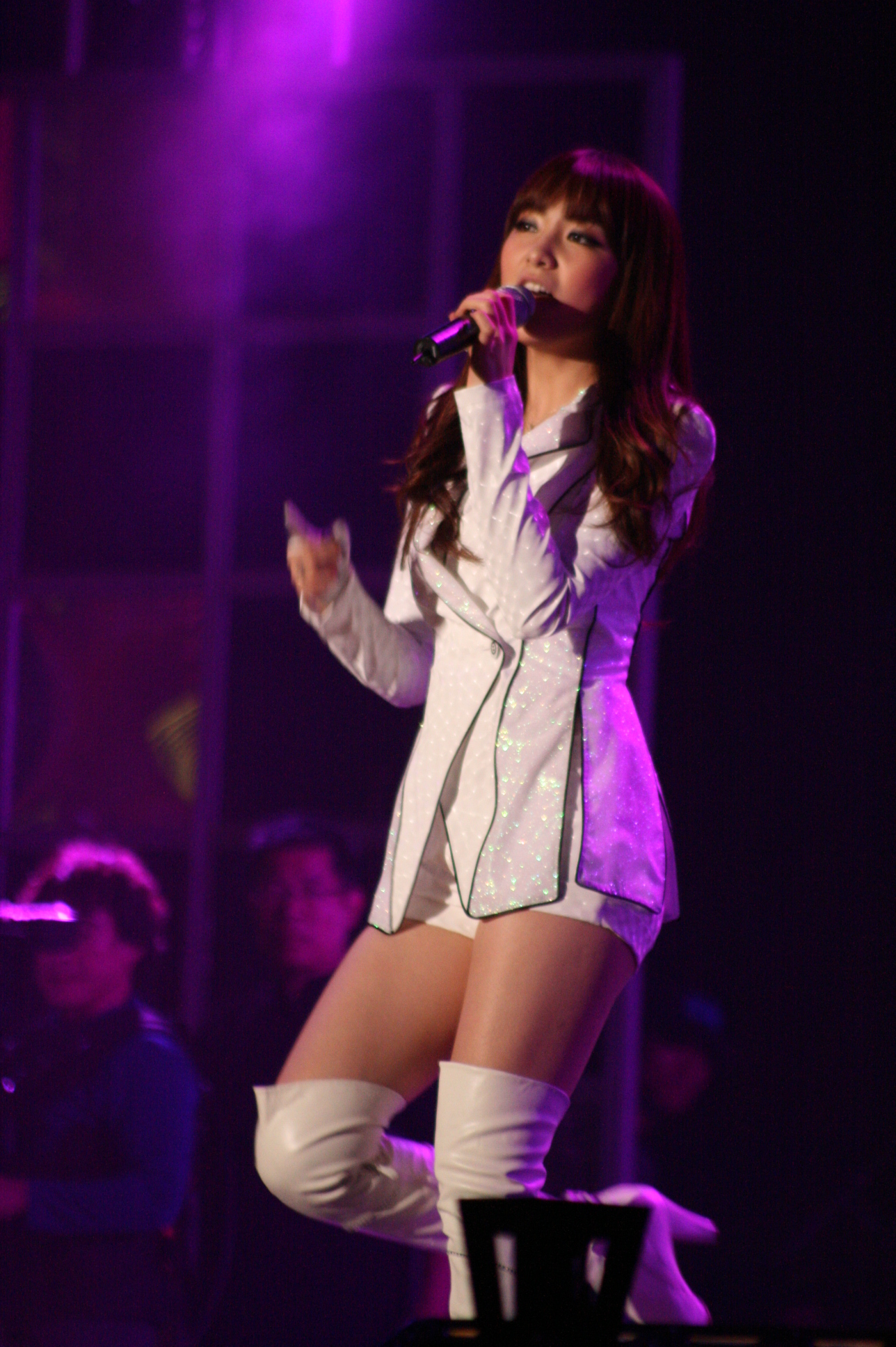
2010년 10월 23일 아시아송 페스티벌에서 공연중인 강지영.

2010년 7월 18일에 방송된 SBS 《하하몽쇼》에 강지영은 부모님, 언니 두 명과 함께 출연했다.
같은 해 7월 26일 첫 방송된 MBC every1의 동물 버라이어티 《아이 러브 펫》에서 한승연과 함께 MC로 출연하였다.
2010년 12월 16일 그룹 초신성의 멤버 성제와 듀엣을한 싱글 'Merry Love'를 발표했다.
2011년 1월 ~4월까지 TV 도쿄에서 방영한 카라가 주연을 맡은 일본 드라마 《우라카라》에서 지영 역으로 출연했다. 한국에서는 케이블 채널 tvN에서 《카라의 이중생활》이란 제목으로 방송되었다.
같은 해 11월~ 2012년 11월까지 KBS2 《청춘불패 2》에 고정출연했다.

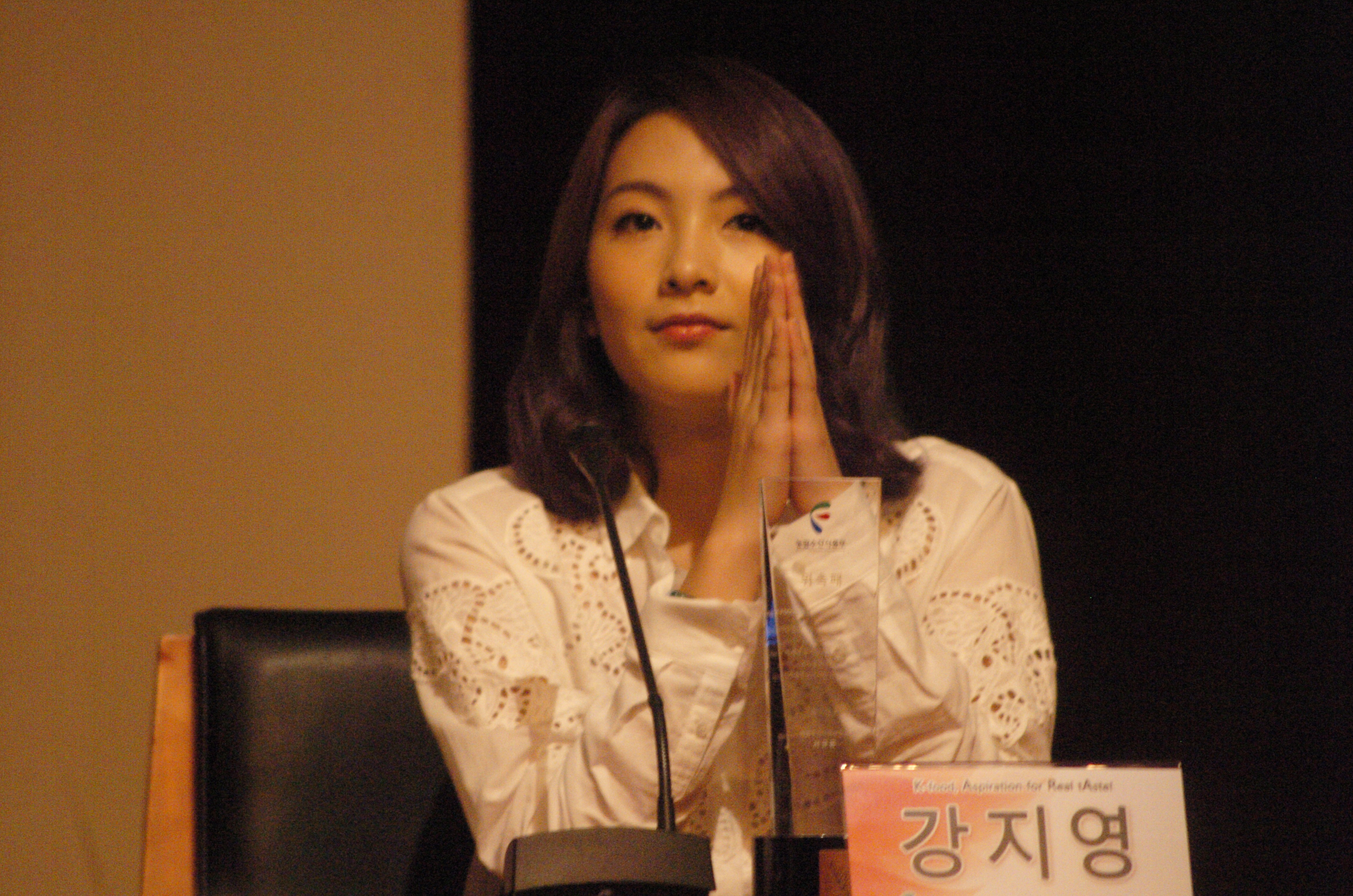
2012년 10월 2일 K-FOOD 홍보대사 위촉식에 참석한 강지영.

2012년 4월~6월까지 TV 도쿄와 투니버스에서 방영한 한일합작 드라마 《사랑하는 메종 ~ 레인보우 로즈~》에서 한유리 역으로 출연했다.
같은 해 12월에 발매된 카라컬렉션을 통해 솔로곡 'Wanna Do'를 공개했다. 장르는 락 발라드로, 이 노래를 위해 직접 기타를 배우기도했다. 카라시아 콘서트 당시에는 직접 기타를 치면서 라이브로 불렀다.
12월 16일, 한승연에 이어서 두 번째로 인기가요에서 솔로곡을 선보였다.
2013년 카라 멤버 5명이 각각의 단막극에 주인공인 5부작 씨네 드라마 《시크릿 러브》의 세 번째 에피소드 《라일락》에서 소열 역으로 출연했다. 강지영이 출연한 에피소드는 2014년 6월 27일에 방영되었다.

2013년 크리스마스 특집으로 SBS에서 방영한 카라를 주인공으로 만든 애니메이션 《카라 더 애니메이션》에서 소방관 역 을 맡아서 더빙을 했다.
2014년 4월 5일 DSP 미디어와 계약이 종료되면서 카라를 탈퇴했다. 강지영은 탈퇴와 동시에 영국과 미국으로 어학연수를 갔다.
동년 8월 일본의 연예매니지먼트 회사인 스위트 파워와 계약한 뒤 배우로 전향하여, 같은 해 10월~12월 동명의 만화를 실사화 한 NTV의 드라마 《지옥선생 누베》에서 설녀 유키메 역할로 출연하였다. 소유욕이 강하고 완고한 성격 때문에 인간계에서 시끄럽게 문제를 일으키는 자유분방한 성격의 캐릭터이다.
이후 10월 단편드라마 《히간바나~여자들의 범죄파일》에서 나가미 카오루코 역으로 출연했고,
같은 해 12월부터 2016년 5월까지 패션 잡지 논노의 레귤러 모델로도 기용되었다.
2014년 10월 22일 동명의 만화를 실사화한 영화 《암살교실》에서 코로선생을 암살하기 위해 프로 암살자라는 신분을 속이고 영어 선생으로 부임한 이리나 옐라비치 선생 역에 캐스팅되었다. 강지영이 영화에 출연하는 것은 국내활동까지 통틀어 이번이 처음으로, 그녀는 "생애 처음으로 영화에 출연하는 것도 그렇고, 원작이 큰 인기를 끌고 있는 '암살교실'에 출연하게 돼 정말 기쁘다"라고 소감을 전했다. 이 영화는 2015년 3월에 개봉했다.
같은 해 4월에 개봉한 극장판 《명탐정 코난: 화염의 해바라기》에 성우로서 더빙에 참여했다. 그녀가 맡은 역할은 미술관 안내원 역할이다.
또한 같은 해 4월부터 2017년 3월까지 TOKYO FM의 정규 라디오 프로그램 《知英의 계절》을 맡아서 진행을 했다.
2015년 7월~9월까지 방영된 TV 아사히의 드라마 《민왕》에서 무라노 에리카 역할을 연기했으며,같은 해 10월에는 인터넷 영화 《다른 하늘 아래 당신의 하늘, 나의 하늘》에서 주인공 애나 역으로 출연하였다.
2016년 1월~3월까지 방영된 NTV의 드라마 《히간바나~경시청 수사7과〜》에서 귀국자녀 출신이자 도쿄감찰의무원의 부검의 나가미 카오루코 역할을 연기하였으며,
같은 해 3월에는 이리나 옐라비치역으로 출연한 영화《암살교실: 졸업편》이 개봉했다.
2016년 3월 15일 드라마 《히간바나~경시청 수사7과〜》의 오프닝곡 "RADIO"와 엔딩곡 "마지막 이별"을 JY라는 예명으로 참여했으며 솔로가수로 데뷔했다고 자신의 인스타그램을 통해서 밝혔다.
"RADIO"는 원디렉션, 카일리 미노그, 리틀 믹스 등의 프로듀싱을 했던 프로듀서 MNEK과 영국의 런던에서 작업한 곡이며, 뮤직비디오는 미국 LA의 스튜디오에서 리한나, 케샤, 샤키라 등의 뮤직비디오 감독 Darren Craig가 이끄는 크리에이티브 팀이 제작하였고, 한국, 일본, 미국, 아시아 등 47개국에 발매되었다.
2016년 4월에 방영한 스페셜 드라마 《민왕 스페셜~새로운 음모~》에 무라노 에리카 역으로 출연했고 이후,
6월에 공개된 인터넷 영화 《Life is...》에 주인공 유나 역으로 출연했다.
2016년 6월 13일 단편영화제 '쇼트쇼트 필름페스티벌&아시아(SSFF&ASIA)' 시상식 MC를 맡았다. 이 시상식에 한국인이 MC를 본 것은 최초이다.
2016년 6월 24일 레슬리 키가 촬영한 강지영의 두번째 사진집 "美 Gently"가 오리콘 주간차트 사진집 부문 5위를 차지했다.
같은 해 7월 개봉한 옴니버스 식 영화 《전원, 짝사랑》의 에피소드 《짝사랑 스파이럴》에서 여성의 몸이지만 남성의 정체성을 지닌 성동일성장애를 가지고 있는 유학생 김소연 역 맡아 크로스진의 멤버 타쿠야와 함께 호흡을 맞췄다.
2016년 7월 11일부터 후지TV에서 방송된 월요일 밤 9시 황금시간대 드라마 《좋아하는 사람이 있다는 것》의 주제곡을 불렀다.
주제곡의 벨소리 발매일은 8월 1일, 싱글 음원 발매일은 8월 15일, 음반 발매일은 8월 31일이다.
드라마의 첫회 방송 이후 주제곡이 우타넷노래가사 액세스 랭킹에서 한주만에 골드를 획득하며 7월 11일~17일자 주간차트 1위를 차지했다.2주째에 플래티넘을 기록하며 2주 연속 주간차트 1위를 차지했다. 3주째에 총합 35만회 이상의 노출횟수를 기록하며 3주 연속 주간차트 1위를 차지했으며 7월 월간차트 또한 1위를 차지했다.4주째인 8월1일~7일에도 1위를 유지, 4주연속 주간차트 1위를 차지하며 56만회가 넘는 노출횟수를 기록했다. 5주째에 조회수 66만회를 넘어서며 5주연속 주간차트 1위를 차지했다. 8월 22일 6주째 조회수 86만회를 넘어서며 주간 차트에서 1위를 차지, 6주 연속 주간차트 1위를 차지했다. 8월29일에 조회수 99만회를 넘어서며 7주 연속 주간차트 1위를 차지했다. 8월 30일에 조회수 102만회를 넘어서며 밀리언을 기록했다. 8월 월간 차트도 1위를 차지하며 7월, 8월 2개월 연속으로 1위를 달성했다.
8월 1일에 레코초쿠에서 " 좋아하는 사람이 있다는 것"의 휴대폰 벨소리가 발매되었고 발매 첫날부터 나흘 연속 데일리 차트 1위, 8월 8일~10일 연속 데일리 차트 1위, 8월 3일~9일 주간차트 1위, 드왕고의 벨소리 주간차트 1위를 차지했다. 일본 아이튠즈 벨소리 차트 또한 1위를 차지했다.
8월 15일에 "좋아하는 사람이 있다는 것"의 싱글 음원이 발매되어 일본 아이튠즈 차트 1위, 레코초쿠 차트 1위 라인뮤직차트 1위, 모라차트 1위, music.jp 차트 1위, 드왕고 차트 1위, mu-mo 차트 1위, 오리콘 뮤직스토어 차트 1위, 츠타야 뮤지코 차트 1위를 차지했다.
8월 29일~9월 4일 mu-mo 주간차트 싱글음원 1위를 자치했다. 8월 31일~9월 6일 레코초쿠 주간차트 벨소리 1위, 싱글음원 2위, 호출음 1위, 뮤직비디오 2위, 라인뮤직 싱글 차트 1위, 드왕고 주간차트 싱글음원 2위, 벨소리 2위, music.jp 주간차트 싱글음원 2위를 차지했다.
8월 29일자 빌보드 재팬 차트에서 "좋아하는 사람이 있다는 것"이 음원 다운로드 주간 차트와 MV주간차트에서 1위를 차지하며 핫100차트부문 4위를 차지했다. 이것은 음반 발매없이 선행 다운로드에서 "단연" 1위, 동영상 재생은 150 만회를 넘어 1 위 일본한정 유튜브영상 한국시청가능vevo공식영상. 스트리밍 4 위 , Twitter 8위, 라디오 62위로 5가지의 데이터만으로 달성된 것이다. 또한 8월 29일자 빌보드재팬 HOT BUZZ 차트 1위를 차지했다. HOT BUZZ 차트는 Billboard JAPAN HOT 100을 구성하는 데이터 중 다운로드, Twitter, YouTube, GYAO! 만 집계하는 차트이다.9월 12일자 빌보드 재팬 핫100 차트에서 차트 진입 7주만에 3위를 차지하며 롱런 중이다. 9월 19일자 차트에서 6위로 하락했다가 9주차인 9월 26일자 차트에서 다시 3위로 반등했다. 10주차인 10월 3일자 핫100 차트에서도 3위를 차지하며 2주연속 3위를 기록했다. 빌보드 재팬 핫100 차트에서의 차트인 기간은 2016년 8월 1일부터 2017년 1월 23일까지로 26주이며 차트인 기간 동안의 최고 순위는 3위이다.
9월 1일, "좋아하는 사람이 있다는 것"이 레코초쿠의 8월 월간 순위에서 벨소리차트 2위, 싱글음원차트 3위, 모라의 8월 월간 차트 싱글 음원 3위, 드왕고의 8월 월간 차트 벨소리 부문 1위, 싱글음원부문 3위, music.jp의 8월 월간 순위 싱글음원부문 2위, mu-mo의 8월 월간차트 싱글음원 2위, 오리콘뮤직스토어 8월 월간 싱글다운로드랭킹 3위, AWA의 8월 Favorite Tracks 1위를, 9월 12일자 오리콘싱글음반주간차트 6위를 차지했다. 9월 26일~10월 16일까지 츠타야의 CD렌탈 주간 차트에서 3주 연속 1위를 차지했다.
9월 19일 드라마 《좋아하는 사람이 있다는 것》 마지막회에 에 요시오카 준 역으로 카메오 출연 했다.
9월 20일에 "좋아하는 사람이 있다는 것"이 일본레코드협회에서 유료음원다운로드 부문 골드인증을 받았으며 11월 18일에 플래티넘 인증을 받았다. 12월말 현재, 2016년에 발매된 노래로 음원 다운로드 플래티넘 이상을 인증 받은 한국인 가수는 강지영이 유일하다.
2016년 9월 23일부터 10월 2일까지 브로드웨이 뮤지컬 《스위트 채리티》에서 여주인공 채리티 역으로 출연했다.
10월 1일, "좋아하는 사람이 있다는 것"이 레코초쿠의 9월 월간 순위에서 호출음 1위, 벨소리차트 2위, 싱글음원차트 2위, 드왕고의 9월 월간 차트 벨소리 부문 3위, 싱글음원부문 2위, music.jp의 9월 월간 순위 싱글음원부문 2위, 뮤직비디오부문 2위, mu-mo의 9월 월간차트 싱글음원 1위, 오리콘뮤직스토어 9월 월간 싱글다운로드랭킹 2위를 차지했다.
2016년 10월 22일 후지TV의 토요프리미엄 드라마 《특명 지휘관 고마 아야카》에 "소니아" 역으로 출연 하였다.
2016년 10월 23일 부터 방송 하는 MBS/TBS 드라마 《친애하는 민박님》의 주제가 '부기우기(ブギウギ)'를 불렀다.
음반 발매일은 12월 7일이며 JY의 세번째 싱글의 커플링곡이다. 세번째 싱글의 타이틀 곡의 제목은 "フェイク"이다. 같은 날 네번째 싱글 "恋をしていたこと"를 동시에 발매했다.
2016년 11월 24일 아사히TV의 드라마《닥터-X~외과의·다이몬 미치코~》시즌4 7회에 나나세 유카 역으로 출연했다.
강지영의 출연회차의 시청률은 22.2%로 일본 전체 주간시청률 1위를 차지했다.
타임 시프트 시청률이 9.5%를 기록하여 실시간시청률과 타임 시프트 시청률을 합한 종합 시청률 30.1%로 자체 최고 시청률을 갱신했다.
2016년 11월 29일 오리콘의 "2016년 브레이크 아티스트 랭킹 (여자 부문) TOP 10"에서 7위를 차지했다.
2016년 11월 30일 "모델프레스의 독자가 뽑은 베스트 아티스트 어워드 2016"에서 '넥스트 아티스트 상'을 수상했다.
2016년 11월 30일 좋아하는 사람이 있다는 것"이 츠타야의 2016년 연간 렌탈 랭킹 8위, 츠타야의 "2016년 20대 여성의 싱글 렌탈 연간 랭킹"에서 4위를 차지했다.
2016년 12월 8일 "좋아하는 사람이 있다는 것"이 레코초쿠의 "2016년 레코초쿠랭킹 TOP100"에서 14위를 차지했고 강지영은 "2016년 레코초쿠 아티스트 랭킹 TOP100"에서 41위에 올랐고, 2016년 12월 9일 "좋아하는 사람이 있다는 것"이 빌보드재팬 Hot100 2016년 연간 차트에서 22위에 올랐다.
2016년 12월 21일 "좋아하는 사람이 있다는 것"이 LINE MUSIC에서 발표한 LINE MUSIC Archives 2016에서 2016년 연간 순위 벨소리 부문 1위, BGM설정 2위, 연간 1위 횟수 2위, 조회수 6위, 가장 많이 공유된 곡 8위를 기록했다
2016년 12월 26일에 발표된 카도카와 tsuiran의 "2016년에 가장 많이 트윗된 연예인랭킹"에서 여자연예인 부문 3위를 차지했다.

### 2017 - 2018
2017년 1월 17일에 방송된 간사이TV 심야 드라마 《오사카 순환선 역마다의 사랑 이야기 Part2》에서 지현 역을 맡았다.
2017년 5월 10일에 발매 한 첫 정규 앨범 《Many Faces - 多面性 -》의 타이틀곡인 '여자모도키'(女子モドキ)가 13일 첫방영되는 후지TV 드라마 《사람은 겉모습이 100%》주제가로 결정됐다.
5월 13일 Zepp Nagoya, 5월 14일 Zepp Namba, 5월 21일 Zepp DriverCity에서 첫 솔로 단독 콘서트를 개최했다.
같은 해 8월 9일 디지털 싱글 《Goldmine》과 8월 16일 《好きな人がいること -Seiho Remix-》버전을 발매했다.
2017년 6월 극장판 애니메이션 《DC 슈퍼 히어로즈 vs 매의 발톱단》에서 할리 퀸 역을 맡는다고 언론을 통해 알려졌다. 영화는 10월에 개봉하였다.
2017년 12월부터 2018년 1월까지 캐나다의 드라마 《오펀 블랙》을 리메이크한 도카이 TV의 드라마 《오펀 블랙~일곱 개의 유전자~》에서 주연으로 출연하여,1인 7역을 선보였고 대학원생, 미혼모, 암살자 등 까다로운 캐릭터는 물론, 영어, 한국어, 일본어 사투리까지 다양한 연기를 했다.
12월 20일 다섯 번째 싱글 앨범《Secret Crush〜恋やめられない〜/MY ID》를 발매했다. 《Secret Crush〜恋やめられない〜》은 영화 《리벤지Girl》의 주제가이며 《MY ID》는 본인이 주연으로 출연한 드라마《오펀 블랙~일곱 개의 유전자~》의 주제가이다.

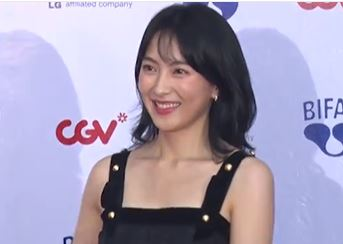
제22회 부천국제판타스틱영화제에서 강지영

같은 해 영화 감독으로 데뷔했다. 3화 연작 영화 '별에 소원을'의 제1화 《혼자가 아닌 1일》의 연출을 맡았으며, 출연도 하였다. 또한 제2화 《운명과 만날때까지 1주일》, 3화 《유성까지 1시간》에도 출연하였다.
강지영은 제2화의 주연을 맡아, 영어 회화 학교의 강사 히메노 역으로 출연했고, 이와이 슌지가 작사한 주제가 《星が降る前に》에도 참여했다. 영화는 2018년 1월 11일 유튜브에 무료 공개되었다.
2018년 2월에 개봉된 동명만화를 실사화한 코미디 영화《레온》에서 여주인공 타카나시 레온 역을 맡아 다케나카 나오토(아사히나 레오 역)와 함께 연기를 했다.
이영화는 미인이지만 내성적인 파견직원과 성추행을 일삼는 사장과 교통사고를 당한 뒤 영혼이 바뀌면서 벌어지는 이야기를 담고있다.
이와이 슌지 감독과 컬래버레이션한 신곡《星が降る前に》이 2018년 3월 28일에 발매되었으며, 완전 생산 한정 기획 EP로 출시되었다.이와이 슌지 감독이 작사, 뮤직비디오 감독 및 프로듀싱을 맡았다.
2018년 6월 11일 일본 소게츠홀에서 열린 A.R. 거니의 희곡 '러브레터스'를 번역한 동명의 낭독극 '러브레터스' 28th Anniversary Special 공연의 첫 무대에 멜리사 역을 맡아 앤디 역을 맡은 뮤지컬 배우이자 싱어송라이터인 나카가와 아키노리와 함께 공연했다.

7월에 개봉된 일본의 소설을 원작으로한 영화 《내 인생인데》에서 리듬체조 선수 출신 카네시로 미즈호로 분했다. 연습 중 척수경색증으로 쓰러져 하반신 마비가 된후 고독과 우울에 시달리다 스트리트 뮤지션 카시와바라 준노스케(이나바 유우 분)와 몇년만에 재회한후 음악으로 다시금 삶의 의미를 찾게 되는 인물이다.
영화의 주제가 <涙の理由>에도 참여했으며,음원은 7월 14일에 발매되었다.
2018년 10월에 개봉한 일본·미국 합작 영화 《킬러, 그녀》에서 어렸을 때 가족이 살해당하는 것을 목격한후 언젠가는 그 범인을 자신의 손으로 죽일 것이라고 맹세하며 킬러가 되는 여인 아이코 역을 맡았다.

### 2019 - 2021
2019년 2월 6일에 방영된 NTV의 드라마 《집을 파는 여자의 역습》제5화에서 미야데라 나나 역으로 특별출연 했다.
같은 해 7월에 개봉한 동명의 만화를 실사화 한 영화 《도쿄 구울【Ｓ】》에서 이토리 역을 맡았다.
WOWOW의 연속 드라마 W 《그리고, 산다》에서 한유리 역을 맡았다. 여러 나라를 다니며 문화를 느끼고 받아들이는 자유로운 인생을 사는 여성으로, 모리오카에서 인생 첫 지진을 겪고 자원봉사 활동에도 참가하는 인물이다. 드라마는 2019년 8월에 방영 시작하였으며 극장판은 2019년 9월 27일부터 10월 3일까지 전국에 공개되었다.
2019년 11월에 개봉된 영화 《도스코이! 스케히라》에서 주인공 스케히라 아야네 역을 맡았다. 스모 선수를 연상케 하는 거구의 여고생 스케히라가 어떤 사건을 계기로 날씬한 미녀가 되어 사랑을 위해 분투하는 모습을 그린 타무라 준코의 동명 만화가 원작이다.
2019년 12월 대한민국 소속사 키이스트와 전속계약을 맺고, 배우로서 본격적인 국내활동에 나섰다.
2020년 5월에 첫 방송한 JTBC 월화 드라마《야식남녀》에서 여주인공 김아진 역으로 출연했다.
2021년 3월 일본 소속사 스위트파워와의 창구계약을 해지했다.
사사베 키요시 감독이 연출한 영화 《사랑의 줄다리기》에서 사쓰마센다이시에 속해있는 고시키지마의 진료소에서 근무하는 한국인 여성 전공의 여지현 역을 맡았다. 이영화는 주요촬영지이자 소재인 가고시마현에서 2020년 11월에 선공개되었으며, 2021년 5월 일본 전역에서 개봉했다.

### 2022 - 현재
2022년 SBS 드라마 《너의 밤이 되어줄게》에 특별출연 했다.
같은해 2월 11일 소속사 키이스트와의 전속계약이 만료되었고, 4월 6일 이엘파크와 전속계약을 맺었다.
7월 7일 ‘윤다X강지영의 콜라보레이션’ 프로젝트 싱글 '루시드 드림을 발표했다. ‘루시드 드림’은 한 샴푸 브랜드의 7주년을 기념하는 프로젝트 싱글 앨범으로 본인이 직접 작사에 참여했으며, 미국에서 작곡 및 프로듀싱으로 유명한 ‘5A LABEL’팀과 협작을 했다.
9월 데뷔 15주년을 맞아 11월에 카라가 5인조로 컴백한다는 소식을 알리며 탈퇴한 니콜과 함께 그룹으로 복귀가 확정되었다.

## 그 외 출연

### 방송
| 방송사    | 제목                            | 기간                              | 역할     | 비고          |
| --------- | ------------------------------- | --------------------------------- | -------- | ------------- |
| SBS       | 하하몽쇼                        | 2010년 9월 12일                   | MC       |               |
| KBS2      | 청춘불패 2                      | 2011년 11월 12일~2012년 11월 17일 | 고정출연 |               |
| 후지TV    | 전력! 탈력 타임즈               | 2018년 1월 26일                   | 게스트   |               |
| 아베마 TV | 지영, 벨기에 고양이 축제에 가다 | 2018년 7월 15일                   | 출연자   | 특별 프로그램 |

### 진행
| 방송사      | 제목             | 기간                            | 공동 진행 |
| ----------- | ---------------- | ------------------------------- | --------- |
| MBC every 1 | 《아이 러브 펫》 | 2010년 7월 26일~2011년 9월 26일 | 한승연    |

### 라디오 프로그램 DJ
- 2014년 9월 12일 닛폰 방송 《知英의 올 나잇 닛폰 GOLD》[73]
- 2015년 4월 7일 ~ 9월 29일 매주 화요일 오후 9시 ~ 오후 9시 20분 (20분) FM 도쿄 《知英의 계절》
- 2015년 10월 7일 ~ 2017년 3월 29일 오후 9시 15분 ~ 오후 9시 40분 (25분) FM 도쿄 《知英의 계절》

### 라디오 고정게스트
- 2009년 MBC 표준FM 《신동, 김신영의 심심타파》 〈시식코너〉
- 2009년~2010년 KBS 제2FM 《슈퍼주니어의 키스 더 라디오》 〈라이브 리서치〉, 〈막무가내 리서치〉
- 2009년~2010년 MBC 표준FM 《신동, 김신영의 심심타파》 〈사연이 산다 시즌3〉

### 이벤트
- 제19회 도쿄 걸즈 컬렉션 14 A/W (2014년 9월 16일, 사이타마 슈퍼 아레나)[73]
- 제26회 도쿄 걸즈 컬렉션 SPRING/SUMMER (2018년 3월 31일, 요코하마 아레나)[74]

## 콘서트

### 단독 콘서트
| 제목                               | 날짜            | 도시   | 국가 | 장소           |
| ---------------------------------- | --------------- | ------ | ---- | -------------- |
| JY 1ST LIVE TOUR 'MANY FACES 2017' | 2017년 5월 13일 | 나고야 | 일본 | Zepp Nagoya    |
| JY 1ST LIVE TOUR 'MANY FACES 2017' | 2017년 5월 14일 | 오사카 | 일본 | Zepp Namba     |
| JY 1ST LIVE TOUR 'MANY FACES 2017' | 2017년 5월 21일 | 도쿄   | 일본 | Zepp DiverCity |

## 광고모델 및 홍보대사

### 광고 모델
- 2011년 '네이처리퍼블릭' 모델 (With. 박규리, 구하라)
- 2012년 '유니온베이' 모델 (With. 한승연, 이민기)
- 네슬레 킷캣 아시아 이미지 캐릭터
- 2015년 '네슬레 킷캣' 쇼콜라토리 모델[75]
- 2025년 '오사지' 모델

### 홍보대사
- Mercedes-Benz Fashion Week TOKYO 2016 A/W의 공식 서포터
- 2025 배리어프리영화 홍보대사

## 서적

### 사진집
- 2014년 11월 13일 '知英物語〜生まれたての私〜 Jiyoung Story'(ISBN 9784062191487)[76]
- 2016년 6월 24일 '美Gently'[77]
- 2016년 9월 23일 'THE FIRST STAGE'

### 스타일 북
- 2015년 8월 25일 GROW UP!

### 화보
- 2016년 BARFOUT! 8월호

### 잡지
- non-no（2014년 12월호~2016년 5월호）레귤러 모델
- 주간 빅코믹스 스피릿츠 30호 표지 모델
- 주간 Tokyo Walker Plus - ありのままで 연재
- 매거진 '스피리츠' 잡지 커버 모델
- 전자 잡지"주간 도쿄 워커+"연재(2016년 3월 30일 ~2017년 1월)
- 네일 UP! 5월호 커버 모델 (2017년 3월 23일)

## 수상 및 후보
| 연도 | 시상식                                               | 부문               | 작품                    | 결과 | 출처   |
| ---- | ---------------------------------------------------- | ------------------ | ----------------------- | ---- | ------ |
| 2012 | Mnet 20's Choice                                     | Upcoming 20's      | 빈칸                    | 후보 |        |
| 2015 | 제87회 드라마 아카데미 어워즈                        | 여우조연상         | 민왕                    | 후보 |        |
| 2016 | 모델프레스의 독자가 뽑은 베스트 아티스트 어워드 2016 | 넥스트 아티스트 상 | 빈칸                    | 수상 | [ 78 ] |
| 2016 | 제88회 드라마 아카데미 어워즈                        | 여우조연상         | 히간바나~경시청수사7과~ | 후보 |        |
| 2016 | 제88회 드라마 아카데미 어워즈                        | 베스트 OST         | Radio, 마지막 이별      | 후보 |        |
| 2018 | 제10회 오키나와 국제 영화제                          | 오키나 관객상      | 레온                    | 수상 | [ 79 ] |